# Operation Where and When
Operation Where and When, av svenskarna benämnd Operation Balchen, var en hemlig amerikansk transportflygverksamhet från det neutrala Sverige till det ockuperade Norge under slutet av andra världskriget.

## Förutsättningar
Då andra världskriget från 1943 började väga över till de allierades fördel, övergick Sverige till att på olika sätt aktivt stödja dessa. Dels inrättade man träningsläger för danska och norska "polistrupper", i praktiken frivilliga arméförband, som bland annat skulle överta det territoriella ansvaret över de delar av hemlandet som tyska trupper lämnade, dels tillät man våren 1944 amerikansk kurirflygverksamhet, "Operation Sonnie" mellan Bromma flygplats i Stockholm och Leuchars nära Dundee i Skottland. Kurirflygningarna var organiserade av amerikanska Office of Strategic Services (OSS), föregångare till CIA, och amerikanska flygvapnets transportflygavdelning Air Transport Command (ATC). De leddes av den norsk-amerikanske översten Bernt Balchen, och syftade till att flyga norska motståndsmän och allierade flygbesättningar till England.

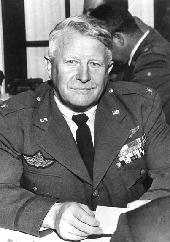
Den norsk-amerikanske översten Bernt Balchen

 Allierade hemliga militära organisationer, till exempel norska XU och Special Forces Hedquarters (SFHQ) i London, innefattande brittiska SOE och amerikanska OSS, började också inrätta ett antal baser i svensk-norska fjällvärlden, varav fyra på svensk mark i Operation Sepals. Dessa Sepalsbaser inrättades i samarbete med den svenska militära underrättelsetjänsten (C-byrån).

### Förhandlingar
Under våren 1944 hade Bernt Balchen inlett förhandlingar med svenska myndigheter om att utnyttja någon svensk bas för att flyga direkt med amerikanska plan upp till Nordnorge. När sovjetiska Röda arméns trupper inlett en offensiv, slaget om Nordkalotten, den 7 oktober 1944 och närmade sig Norge, blev flygtransporter via Sverige åter aktuellt. Den 29 oktober hölls ett möte mellan norska exilregeringens utrikesminister Trygve Lie, och svenske statsministern Per-Albin Hansson. Lie framförde en begäran från de västallierade att få föra in norska polistrupper till den fyra dagar tidigare befriade norska staden Kirkenes. Amerikanska flygplan, med amerikanska militära markeringar, och personal i amerikansk uniform skulle användas. Detta för att man inte ville flyga över flera länder med falskskyltade plan, vid en eventuell nedskjutning gällde då inte krigslagarna.

Sverige svarade under november "ja" till de flesta förfrågningarna. Operationen kunde använda Norrbottens flygbaskår (F 21) som bas, men man ville inte ha uniformerade amerikaner på svenska gator eller amerikanskt jaktflyg baserat i Sverige. Efter ytterligare förhandlingar mellan Sverige, USA, England, Sovjetunionen och representanter för norska exilregeringen, så kom slutligen den 15 december klartecken från Sovjetunionens ambassad i Stockholm om att amerikanska plan fick landa och operera i Nordnorge efter att klartecken getts inför varje flygning från Röda armén till svenska flygvapnet.

### Pusslet läggs
Under tiden hade 10 transportplan av typen C-47A Dakota med besättningar inom 27th Air Transport Group valts ut för att bilda United States Strategic Air Forces in Europe Detachment at Lulea. Av olika skäl knöts personalen i stället till 1409. och 1415. basenheten inom Air Transport Command (ATC). De tio planens och femtiofem flygarnas divisionschef blev kapten Charles Holliman, med överste Bernt Balchen som chef för hela operationen. Denna operation kallades i Sverige för Flygoperation Balchen och av de allierade Operation Where and When.
 Flygplanen startade från Metfield i England sent på kvällen den 22 december, besköts av luftvärn över Norge där ett av planen fick vända, och landade på Bromma flygplats på morgonen den 23 december. Efter att ha väntat några dagar på att få erforderliga tillstånd, flög planen via F 1 i Västerås där man lastade in ett komplett fältsjukhus och 14 ton utrustning, vidare till F 21 i Luleå dit de kom 30 december.

Sedan tidigare hade baracker iordningställts på rekordtid vid F 21, detta för att ge förläggningar till de amerikanska besättningarna och tekniska personalen, totalt över hundra personer, samt de norska polistrupperna. Den 29 december anlände norska polistrupper med tåg till Luleå, och förlades på F 21 intill de svenska värnpliktiga. I avvaktan på klartecken från Sovjet bidrog norrmännen med bevakning mot det inte osannolika hotet från spioner och sabotörer, då tyskarna kände till vad som pågick: 
| ”                                              | Till norrmännen som befinna sig på en flygplats i norra Sverige skicka vi denna hälsning: Ni tro att ni skall få se det land ni rymde ifrån, men inte en enda en av er skall i levande livet få sätta foten på norsk jord! | „ |
| – Meddelande från tyska radion Nyårsdagen 1945 | |   |

### Operationen startas
Den 7 januari 1945 kunde Röda armén på Kolahalvön sända radiomeddelande till F 21 om att man hade fått de erforderliga koder från Moskva som skulle möjliggöra kommunikation med svenskarna och därmed samarbete. Därefter fördröjdes flygningarna av dåligt väder, men den 12 januari genomfördes flygning med alla tio planen till Høybuktmoen, den tyskbyggda flygplatsen ca 15 kilometer från Kirkenes, där fältsjukhus och övrig utrustning lossades med hjälp av amerikaner, norska polistrupper och ryska soldater.
Ett av planen var nära att skjutas ner över Finland av en finsk Junkers Ju 88, vars besättning ej hunnit få information om överflygningarna.
Rutterna från Kallax till Norge gick över Kemi flygfält, huvudbas för de finska flygstyrkor som drev på den tyska reträtten från finska Lappland.

### Fortsättning
Det ursprungliga syftet med operationen var att i omgångar föra över norska polistrupper. Förutom till Kirkenes gjordes flygningar till Karasjok, Kautokeino och Bodø.
 Dessutom tillkom uppgiften att lindra humanitära problem, samt det diffusa politiska uppdraget att hjälpa norrmännen att få ryssarna att förstå att de inte borde vara kvar i Nordnorge, efter att ha drivit ur tyskarna. Operationen var även ett stöd för baserna inom Operation Sepals i svensk-norska fjällvärlden.

När operationen slutförts i augusti 1945 hade omkring 1550 personer och 360 ton materiel transporterats med flyg från F 21 Kallax till Nordnorge under sammanlagt 572 uppdrag.